# Pantydia klosii
Pantydia klosii là một loài bướm đêm trong họ Erebidae.